# پاتریس دو لا تور دو پن
پاتریس دو لا تور دو پن (به فرانسوی: Patrice de la Tour du Pin) شاعر قرن بیستم میلادی اهل فرانسه است.